# Boy (album)
Pour les articles homonymes, voir Boy.
Albums de U2
Three
(1979) October
(1981)
Singles
1. A Day Without Me
Sortie : 18 août 1980
2. I Will Follow
Sortie : 24 octobre 1980

Boy est le premier album studio du groupe de rock irlandais U2. Il est sorti le 20 octobre 1980 au Royaume-Uni et en Irlande et le 3 mars 1981 aux États-Unis, sous le label Island Records. Produit par l'Anglais Steve Lillywhite, il a été enregistré du 26 février au 22 septembre 1980 aux studios Windmill Lane à Dublin. C'est un disque qui oscille entre punk rock et new wave. Les thèmes principaux de Boy sont la jeunesse, l'adolescence et la mort. Il contient en son sein la première chanson connue du groupe : I Will Follow. Ce 45 tours ainsi qu'Out of Control et The Electric Co. seront régulièrement interprétés par U2 sur scène jusqu'à nos jours. À sa sortie, Boy a été bien reçu par la critique mais n'a pas connu un grand succès commercial. Le Boy Tour a eu lieu de septembre 1980 à juin 1981 pour soutenir le premier album du groupe.
 En 2003, Boy a été classé 417e sur la liste des 500 plus grands albums de tous les temps du magazine Rolling Stone. En 2008, une édition remasterisée du disque est sortie.

## Historique

### Contexte
U2 est un groupe de rock irlandais formé à l'automne 1976. Emmené par son chanteur Bono, il enregistre en avril 1978 une première démo aux studios Eamon Andrews à Dublin, mais c'est un échec. La seconde maquette, produite en novembre de la même année par l'ancien bassiste des Horslips Barry Devlin, est plus aboutie. Elle comprend trois morceaux aux influences punk et post-punk dont Shadows and Tall Trees qui se retrouvera dans le premier album du groupe, Boy. En février 1979, une troisième séance de démo voit la naissance d'Another Time, Another Place et de Twilight. Ils seront retravaillés de façon plus professionnelle et inclus dans Boy. En septembre 1979, U2 publie l'EP Three, dans lequel figurent les prometteurs Out of Control et Stories for Boys, qui referont également surface dans le premier album. Trois mois après, le groupe enregistre à Londres le 45 tours Another Day qui sort le 26 février suivant. Ce single ne connaît pas un grand succès, en partie à cause de sa face A qui n'est pas jugée réussie : « un effort raté pour ressembler à Jam » écrit la revue Hot Press. Sur la face B, on retrouve le morceau Twilight dans la même version que précédemment.
En mars 1980, U2 signe un contrat avec Nick Stewart, le directeur artistique d’Island Records puis se lance à la recherche d'un producteur pour enregistrer son premier album. Nick Stewart, conseille au groupe de travailler avec l'Anglais Martin Hannett, le producteur de Joy Division. « C'était un de nos groupes préférés » se souvient Bono. U2 rencontre Martin Hannett et Joy Division alors qu’ils sont en train de boucler le morceau Love Will Tear Us Apart. U2 est particulièrement impressionné par le professionnalisme de Joy Division. « Il y avait une ambiance particulière, on aurait dit que quelque chose se passait, à la fois branché et suffocant, très intense. Ça sonnait bien », se rappelle The Edge. U2 fait écouter à Martin Hannett la maquette de son nouveau morceau intitulé 11 O'Clock Tick Tock. La chanson aux sonorités quasi gothiques lui plaît assez bien et il la produit peu après. 11 O'Clock Tick Tock devient ainsi le premier single de U2 publié par Island Records, mais son succès reste limité. Néanmoins, le groupe n'a pas aimé travailler avec Martin Hannet et l'idée de lui faire produire l'album est abandonnée par la maison de disque en raison de leurs réticences. De toute façon, ce dernier est traumatisé par le suicide de Ian Curtis à Macclesfield le 18 mai 1980 et n'est pas en état de travailler.

### Enregistrement et lancement du disque
Pour remplacer Martin Hannett, le nom de Steve Lillywhite est évoqué au sein du groupe. Cet Anglais a déjà une certaine expérience dans le monde musical. Il a produit des groupes comme Siouxsie and the Banshees ou encore XTC, des formations que U2 respecte énormément. Après avoir écouté l'EP Three et assisté à un de leur concert, Steve Lillywhite accepte de produire le nouveau 45 tours des Irlandais A Day Without Me, morceau qu'il n'aime pourtant pas. Bien que la chanson n’ait pas réussi à se classer dans les charts, U2 a découvert qu’ils pouvaient travailler à l'amiable avec Steve Lillywhite et a accepté de lui faire produire leur premier album. Trois semaines avant de commencer à enregistrer avec lui, le groupe écrit I Will Follow, le futur morceau emblématique de Boy.

U2 s’établi aux studios Windmill Lane à Dublin (c'était déjà le cas pour l'EP Three). L'enregistrement durera du 26 février au 22 septembre 1980. Steve Lillywhite est en studio beaucoup plus dynamique que Martin Hannett. Ce dernier était du genre baba-cool, fumeur de pétard alors que le nouveau producteur est quelqu’un qui n’arrive pas à tenir en place. Si Martin Hannett tentait plutôt de minimiser le son du groupe, Steve Lillywhite va au contraire faire tout pour « grossir » le son et expérimenter pas mal de choses. Il remarque rapidement l'immense potentiel de The Edge et l'aide à développer ses idées et son jeu, notamment l'utilisation de l'écho sur sa guitare. Le producteur anglais constate aussi les lacunes d'Adam Clayton comme musicien et son manque de confiance en lui. Il va passer beaucoup de temps avec ce dernier pour qu’il retravaille ses parties de basse et dépasse ses limites.

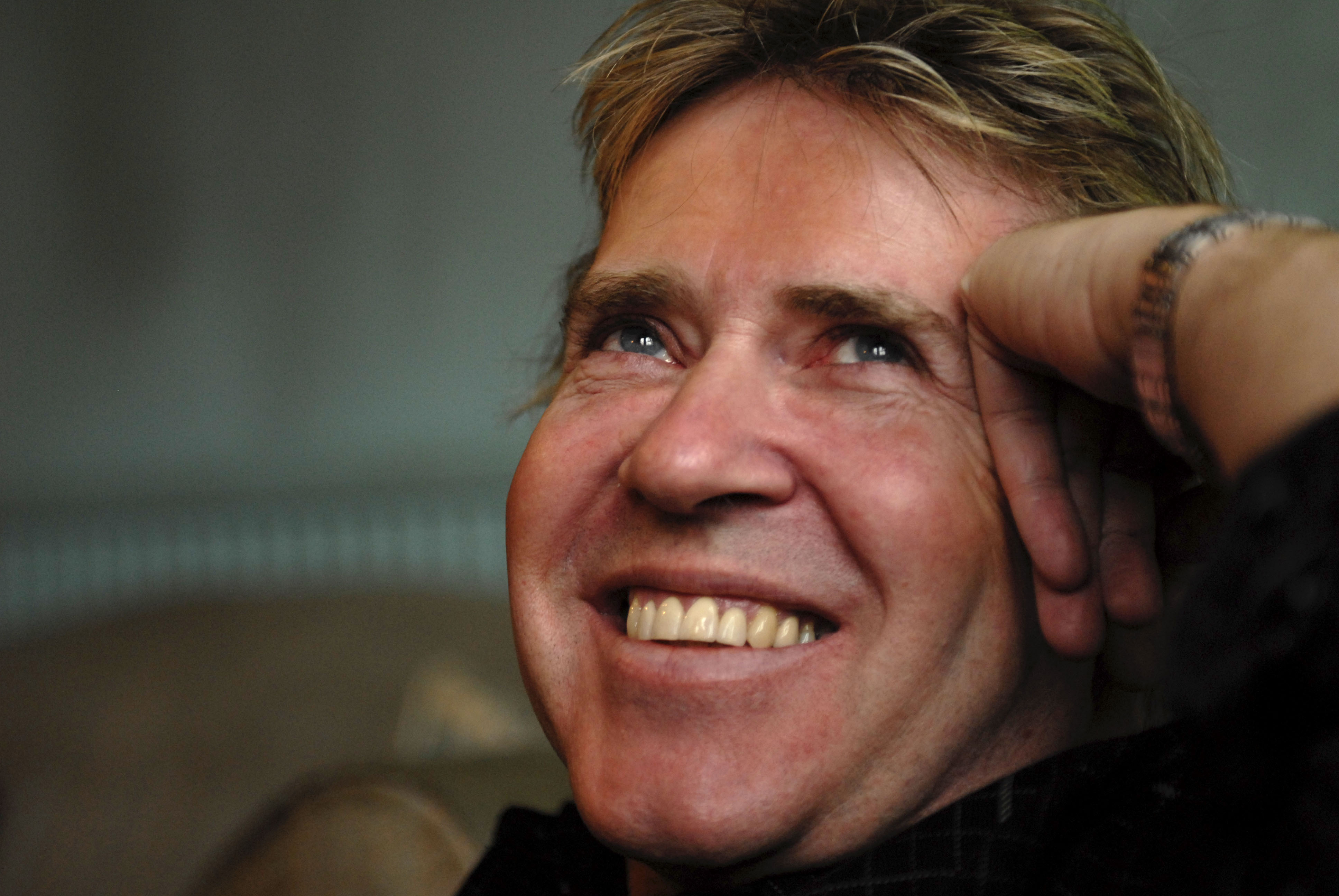
Steve Lillywhite producteur de l'album, ainsi que des deux suivants.

Bono poursuit : « Steve Lillywhite sortait tout juste d’une session avec Peter Gabriel, et, quand il est arrivé en studio, il était dans sa phase la plus expérimentale. L’enregistrement a été super car on a tout essayé. On a même retourné un vélo pour utiliser les roues comme cymbales, en tapant dessus avec des fourchettes. On avait écrasé des bouteilles pour faire des bruitages, utilisé un glockenspiel. Pour un groupe de rock, c’était vraiment nouveau ! Et tout ça, grâce à Steve. Adam et Steve passaient la nuit tous les deux à expérimenter des choses nouvelles, puis les testaient sur nous le lendemain matin en studio. Les pistes instrumentales étaient parfaites : la batterie était enregistrée au pied de la cage d’escalier, avec des micros placés jusqu’au plafond, quatre étages au-dessus. »
Le budget pour l’enregistrement de l’album est plus que limité. Le groupe n’est pas encore connu et ne dispose donc pas de moyens suffisants. Tout est enregistré et composé très vite. Bono a alors beaucoup de mal pour écrire les paroles de ce premier disque. Il confirme : « Je me suis rendu compte que je n’aimais pas écrire des paroles. Je n’écoutais jamais les chansons pour le sens de leurs textes… Ce qui m’intéressait, c’était l’idée globale, pas les détails. Ça avait le don d’agacer tout le monde ; on me disait toujours : Pourquoi les paroles ont-elles changé par rapport à hier ? Tu ne veux pas les enregistrer ? C’est parce que tu veux encore les changer c’est ça ? » The Edge ajoute qu'« il ne se mettait au travail que quand il ne pouvait plus y échapper, et il arrivait souvent en studio avec des couplets encore en chantier. »
Finalement, Boy aura été un album difficile à réaliser, ce qui peut paraître surprenant quand on sait que le groupe jouait la plupart de ses chansons depuis deux ans. Il fallut beaucoup de travail et de discipline pour améliorer la section rythmique et Bono, pour la première fois, fut contraint de terminer les chansons du groupe une fois pour toutes.
L'album sort dans les bacs le 20 octobre 1980. En Grande-Bretagne, le succès est relatif puisque Boy atteint seulement la 52e place des charts. Le manager de U2 Paul McGuinness décide qu'il est temps pour ses poulains de traverser l'Atlantique : « On a eu l'idée de faire une tournée préliminaire aux Etats-Unis, avant même que l'album n'y soit sorti, juste pour que tout le monde goûte aux USA sans trop avoir la pression » dit ce dernier. L'accueil du public est tel que l'album est commercialisé quelques mois plus tard dans ce pays, une victoire pour le groupe qui voit enfin sa musique toucher un public plus large.

## Caractéristiques artistiques

### Analyse du contenu
Produit par l'anglais Steve Lillywhite, Boy est le premier album de U2. Il se compose de 11 chansons créées entre 1978 et 1980 mais améliorées aux studios Windmill Lane pour rendre le tout cohérent. Sa durée d'écoute est de 42 minutes et 52 secondes. C'est un disque aux sonorités moitié punk moitié new-wave. Les deux singles sont A Day Without Me (chanson sombre qui parle de suicide) et I Will Follow sortis respectivement en août 1980 et en octobre 1980.
Décrit par The Edge comme : « l'album le plus fun que nous ayons jamais enregistré », Boy est un disque ambitieux, original, plein d'énergie, avec de grands moments, mais les paroles juvéniles ne sont pas son point fort. Dans cet opus, les Irlandais abordent les thèmes de leur âge : la confusion, le désir, la foi, la colère, la perte, l'amour naissant, dans un style brut. « Ces chansons sont autobiographiques » déclara Bono.
Sur les 11 chansons que compte l'album, cinq mentionnent des garçons. La pochette de Boy représente donc un petit garçon de sept ans torse nu, photographié par Hugo McGuiness. Il s'appelle Peter Rowen et c'est le frère du guitariste des Virgin Prunes Dick Rowen, dit Guggi. Aux États-Unis, en 1981, la Warner Bros. a remplacé cette photo par une simple image du groupe afin d'éviter qu'elle ne soit interprétée par certains comme une incitation à la pédophilie. Cette version de Boy, forcément plus rare, est aujourd'hui encore très recherchée par certains fans collectionneurs.

Le disque démarre par le 45 tours I Will Follow. Steve Lillywhite joue le motif du refrain sur un glockenspiel. Il avait déjà utilisé ce même type d'arrangement un an auparavant, pour mettre en valeur la mélodie sur le hit single Hong Kong Garden de Siouxsie and the Banshees. I Will Follow, ce premier hymne de U2, est une chanson émouvante, où Bono fait référence à sa mère Iris, décédée en décembre 1974 d'une hémorragie cérébrale, quelques jours après le décès de son père. C'est seulement en 1984 que le titre fera son entrée dans le hit-parade américain à la 81e place, mais dans sa version live, enregistrée en Allemagne de l'Ouest le 20 août 1983 et extraite du disque  Under a Blood Red Sky . En 2006, The Edge confiera au journaliste rock du Daily Telegraph Neil McCormick, qu'il avait compris à la sortie de cette chanson que le groupe avait réussi quelque chose d'unique.

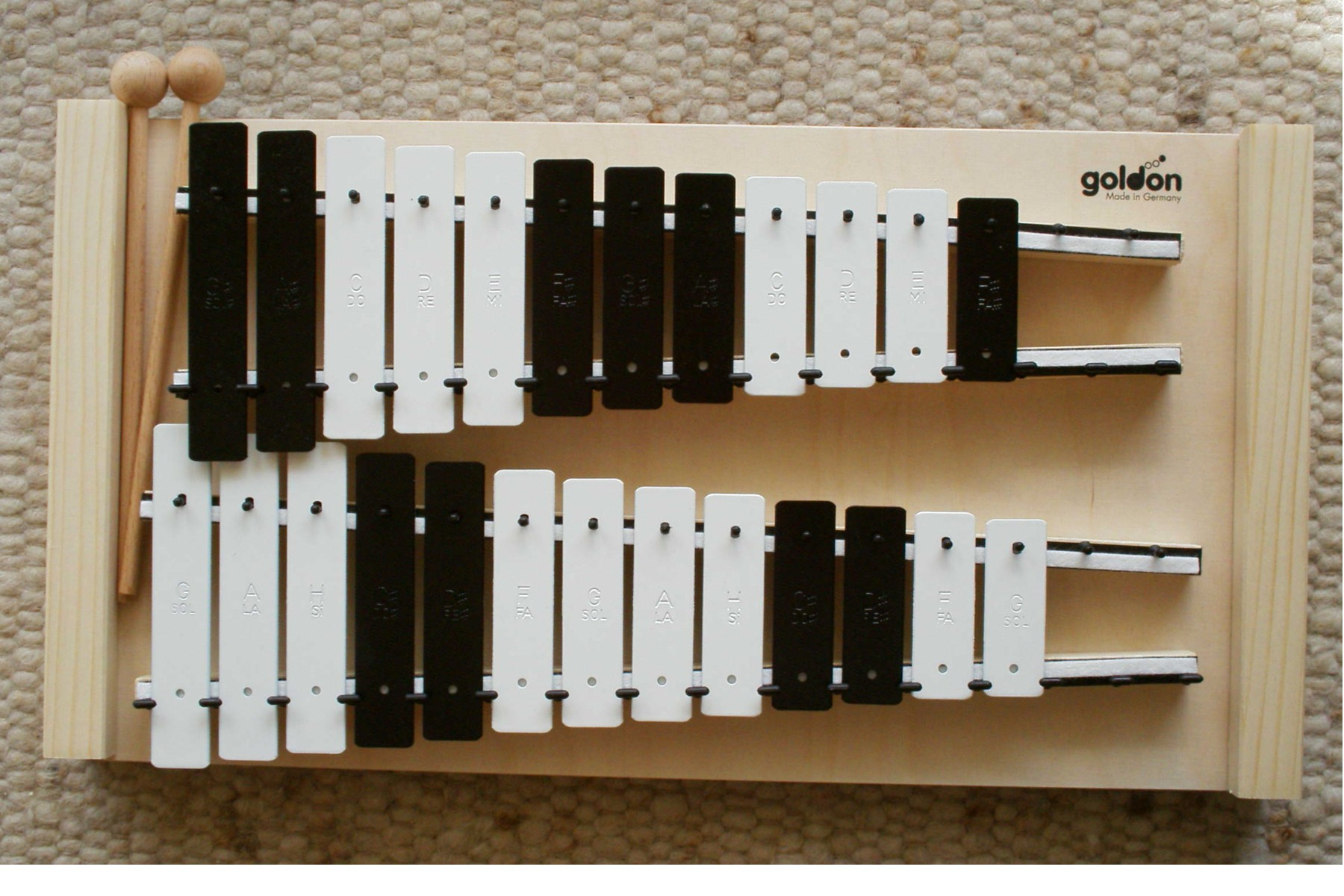
Sur I Will Follow, Steve Lillywhite joue le motif du refrain sur un glockenspiel.

Second titre de l'album, Twilight  est né en février 1979 aux studios Eamonn Andrews à Dublin lors d’une session de démo de 15 minutes. Le morceau est ensuite apparu sur la face B du deuxième 45 tours de U2, Another Day (à ne pas confondre avec le très beau Another Time, Another Place de Boy) , qui est publié le 26 février 1980 par CBS Records en Irlande. Sur Boy, la nouvelle version est plus dynamique. Le sujet de Twilight parle d'un garçon rencontrant un homme dans l'ombre.
D'autres part, deux chansons écrites en 1979 qui ont été retravaillées, proviennent de l'EP Three : Out Of Control et Stories For Boys. D'après Bono, dans une interview à Hot Press en octobre 1979, Out of Control parle de se réveiller le jour de son 18e anniversaire, de réaliser que tu as 18 ans et que les deux décisions les plus importantes de ta vie ne t'appartiennent pas - naître et mourir,. Comme pour I Will Follow et The Electric Co., U2 conservera toujours cette chanson dans son répertoire scénique.
U2 nous présente par ailleurs ses trois premières ballades : Into The Heart (enchaînée à An Cath Dubh - le chat noir en irlandais -) et sa trop longue introduction à la guitare, The Ocean inspirée par Oscar Wilde et Shadows And Tall Trees qui fait référence à l'IRA écrite en 1978 en clôture d'album.
Enfin, le brûlant The Electric Co. qui parle de l'utilisation controversée des électrochocs à l'hôpital, prouve que le groupe possède déjà un potentiel scénique intéressant. Cette chanson, précédée parfois de Cry en concert, sera souvent interprétée par le groupe dans les tournées à venir, notamment à l'Innocence + Experience Tour en 2015.

### Pochette deBoy
La pochette de l’album représente un petit garçon de sept ans, torse nu, sur fond blanc. Ce petit garçon n’est autre que Peter Rowan, le frère de Guggi, de son vrai nom Derek Rowan, membre des Virgin Prunes et l’un des meilleurs amis de Bono. Pour récompenser le gamin d'avoir pris la pose sous le regard du photographe Hugo McGuiness, U2 lui offrira quelques billets. En 1983, Peter Rowan sera à nouveau en gros plan sur la pochette de l'album War. Aux États-Unis, U2 propose une pochette alternative pour Boy sur laquelle on retrouve une photo des 4 musiciens.

### La pochette de l'album vue par Bono et Adam Clayton
À la sortie du disque, Bono déclara sur la couverture de Boy : « J'ai l'image de la pochette en tête depuis deux ans. Elle exprime beaucoup de choses pour moi. Écouter l'album en tenant la pochette, c'est la perfection. »
Adam Clayton : « La pochette de l’album Boy a provoqué une controverse en Amérique du Nord. Je ne savais pas ce que le terme pédophile voulait dire, c’était sans doute la première fois que je l’entendais. Je n’arrivais même pas à comprendre le concept… On a dû m’expliquer que, parfois, des gens aimaient avoir des relations sexuelles avec des mineurs, et que le visage de Peter Rowan sur la pochette pouvait prêter à confusion. Expliqué comme ça, je comprenais leur point de vue. On a remplacé l’image de couverture par une photographie de nous, abstraite et assez étrange, déformée par un effet photocopie. »

## Classements, critiques et vente
À sa sortie, l'album n'a pas connu un grand succès commercial. Boy faisant une timide entrée dans les classements anglais à la 52e place et à la 61e place du Billboard 200 aux États-Unis. En France, il s'est hissé en 18e position.
Le disque a obtenu cependant de bonnes critiques. Paul Morley du NME le décrit ainsi : « C'est un des meilleurs disques-débuts de tous les temps, authentiquement étrange. J'aime U2 ». Citons aussi celle du Melody Maker qui écrit : « Les concerts de U2 avaient fait monter l'attente de son public à une hauteur qui aurait pu sembler hors de portée, mais non seulement le groupe a atteint ce sommet avec son premier album, mais il l'a dépassé ». Dans une chronique en avril 1981, la revue américaine Rolling Stone commence par louer la chanson d'ouverture I Will Follow « séduisante, provocante, parfaite » et note la « douleur psychique en crescendo » de la force vocale et des paroles du chanteur. Le chroniqueur souligne aussi que U2 « talentueux, charmant et potentiellement exceptionnel » ne dépasse pas la moyenne d'âge de 21 ans et a encore beaucoup de travail devant lui. Dans le genre « nouvelle Big Thing », ils sont « les seuls à faire quelque chose de vraiment nouveau. ». « Un glorieux rugissement d’espoir, baigné d’émotion », a écrit Trouser Press avec approbation, peu après la sortie de l’album. Enfin, dans le Washington Post, on peut lire : « U2, comme The Police et The Clash, place la new-wave à un niveau musical plus élevé. Leur musique reste simple, mais n'est jamais simplette, elle est tout bonnement merveilleuse. »
En 2003, le magazine Rolling Stone dans ses 500 plus grands albums de tous les temps a placé Boy à la 417e place avec cette phrase de conclusion « U2 avait pour lui la voix déjà taillée pour les stades de Bono, la guitare saturée d'effets de The Edge et des hymnes dansants comme I Will Follow ».
Boy a aussi été consacré meilleur album, meilleur premier album et meilleure pochette d’album selon une enquête menée par l’Irish National Poll Results pour le magazine dublinois Hot Press. Le disque s'est vendu depuis sa parution à 4 millions d'exemplaires à travers le monde dont 245 000 copies en France où il est disque d'or.

### Classements et certifications
| Pays                          | Meilleure position | Certification | Ventes    |
| ----------------------------- | ------------------ | ------------- | --------- |
| Canada - RPM                  | 12                 | Platine       | 220 000   |
| Royaume-Uni - UK Albums Chart | 52                 | Or            | 400 000   |
| États-Unis - Billboard 200    | 63                 | Platine       | 1 600 000 |

| 1981                                   | I Will Follow | 34 | —  | 20 |
| 1984                                   | I Will Follow | —  | 81 | —  |
| "—" signifie qu'il n'a pas été classé. |               |    |    |    |

## Anecdotes
Avec seulement 1 minute et 34 secondes d'écoute, The Océan est la chanson studio de U2 la plus courte de sa discographie. Il existe bien deux morceaux de l'album Rattle and Hum qui font moins d'une minute. Mais il s'agit d'un titre live (une reprise de Jimi Hendrix) et d'un morceau d'un chanteur de rue.
Boy aurait dû être produit par Martin Hannett, le producteur du groupe Joy Division. Ce dernier avait en effet déjà travaillé sur le 45 tours de U2 11 O'Clock Tick Tock. Mais le suicide de Ian Curtis (chanteur de Joy Division) a fortement ébranlé Martin Hannett, qui a mis fin à leur collaboration.
Au dos de la pochette de Boy, on voit Adam Clayton porter non pas ses lunettes mais celles du designer Steve Averill, car il les trouvait particulièrement "cool".

## Singles
- A Day Without Me
- I Will Follow : no 12 aux Pays-Bas (Top 40 en 1982[87]), no 71 en Australie[88] et no 81 aux États-Unis (live, en 1983)[46].

## Boy Tour

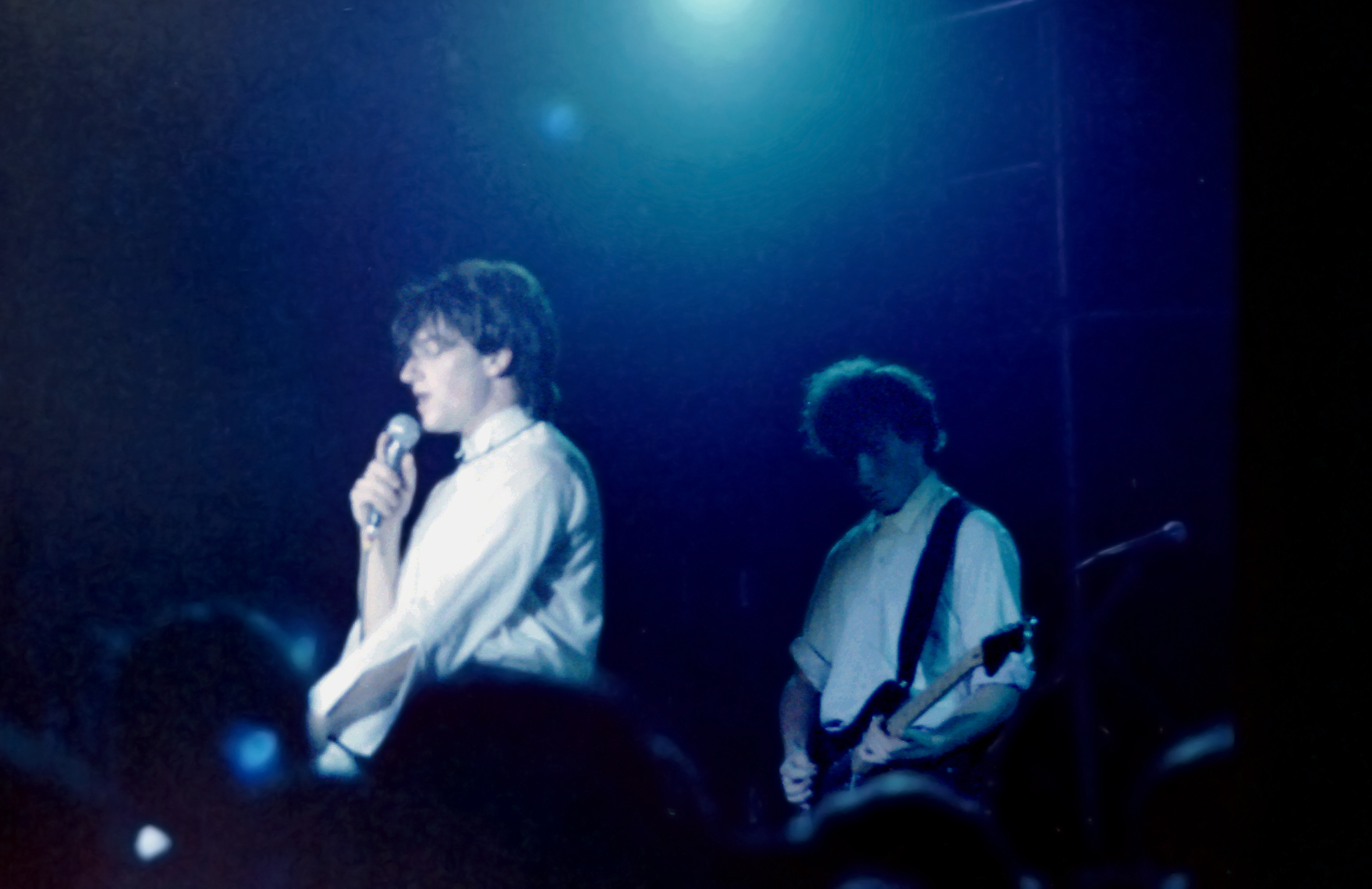
Boy Tour : Bono et The Edge en concert à Toronto le 19 mai 1981.

La tournée promotionnelle de l'album débute à Coventry au Royaume-Uni le 6 septembre 1980 et se termine le 9 juin 1981 à Londres au Hammersmith Palais. Le Boy Tour traverse deux continents (l'Amérique du Nord et l'Europe) pour 156 concerts en salles. U2 passe à Grenoble le 26 octobre 1980 et à Paris à deux reprises : au Pavillon Baltard le 3 décembre 1980 en première partie des Talking Heads et au Palace le 21 février 1981.
Précisons que pendant très longtemps, Boy a été le seul album de U2 dont toutes les chansons (ainsi que les faces-B) ont été interprétées au moins une fois en concert. Ce privilège a pris fin le 12 mai 2017 à Vancouver, lors du premier concert de la tournée anniversaire des 30 ans de l'album The Joshua Tree.

## Liste des titres
Toutes les paroles sont écrites par Bono, toute la musique est composée par U2.
| 1. | I Will Follow  | 3:40 |
| 2. | Twilight       | 4:22 |
| 3. | An Cat Dubh    | 4:46 |
| 4. | Into the Heart | 3:27 |
| 5. | Out of Control | 4:12 |

| Face 2 | Face 2                            | Face 2 | Face 2 | Face 2 | Face 2 | Face 2 | Face 2 | Face 2 | Face 2 |
| No     | Titre                             | Durée  |        |        |        |        |        |        |        |
| ------ | --------------------------------- | ------ | ------ | ------ | ------ | ------ | ------ | ------ | ------ |
| 1.     | Stories for Boys                  | 3:04   |        |        |        |        |        |        |        |
| 2.     | The Ocean                         | 1:34   |        |        |        |        |        |        |        |
| 3.     | A Day Without Me                  | 3:12   |        |        |        |        |        |        |        |
| 4.     | Another Time, Another Place       | 4:31   |        |        |        |        |        |        |        |
| 5.     | The Electric Co.                  | 4:47   |        |        |        |        |        |        |        |
| 6.     | Shadows and Tall Trees / Untitled | 5:13   |        |        |        |        |        |        |        |
| 42:52  |                                   |        |        |        |        |        |        |        |        |

### Réédition 2008 et 2020
Comme pour October et War, une version remastérisée de luxe comprenant un coffret en carton, où vient se loger un livret de 30 pages (avec photos inédites) qui comprend deux CD (l'album et les bonus audio) est sortie le 21 juillet 2008 sous le contrôle de The Edge. Sa version de luxe propose, en second CD, des faces B des sessions de Boy, ainsi qu’11 O'Clock Tick Tock, Another Day, Out of Control, Stories for Boys, Boy-Girl, Twilight, Touch, et Things to Make and Do, dans leurs styles d'origine, des lives, morceau bonus et remixes de l'époque.
Toutes les chansons sont écrites et composées par U2.
| Disque bonus de la réédition version Deluxe | Disque bonus de la réédition version Deluxe                                 | Disque bonus de la réédition version Deluxe | Disque bonus de la réédition version Deluxe | Disque bonus de la réédition version Deluxe | Disque bonus de la réédition version Deluxe | Disque bonus de la réédition version Deluxe | Disque bonus de la réédition version Deluxe | Disque bonus de la réédition version Deluxe | Disque bonus de la réédition version Deluxe |
| No                                          | Titre                                                                       | Origine                                     | Durée                                       |                                             |                                             |                                             |                                             |                                             |                                             |
| ------------------------------------------- | --------------------------------------------------------------------------- | ------------------------------------------- | ------------------------------------------- | ------------------------------------------- | ------------------------------------------- | ------------------------------------------- | ------------------------------------------- | ------------------------------------------- | ------------------------------------------- |
| 1.                                          | I Will Follow (remix)                                                       | version inédite                             | 3:38                                        |                                             |                                             |                                             |                                             |                                             |                                             |
| 2.                                          | 11 O'Clock Tick Tock (version single)                                       | single de 11 O'Clock Tick Tock              | 3:47                                        |                                             |                                             |                                             |                                             |                                             |                                             |
| 3.                                          | Touch (version single)                                                      | single de 11 O'Clock Tick Tock              | 3:26                                        |                                             |                                             |                                             |                                             |                                             |                                             |
| 4.                                          | Speed of Life (instrumentale)                                               | inédit, sessions d'enregistrement pour Boy  | 3:19                                        |                                             |                                             |                                             |                                             |                                             |                                             |
| 5.                                          | Saturday Night (ébauche du titre Fire)                                      | inédit, sessions d'enregistrement pour Boy  | 5:13                                        |                                             |                                             |                                             |                                             |                                             |                                             |
| 6.                                          | Things to Make and Do                                                       | singe de A Day Without Me                   | 2:17                                        |                                             |                                             |                                             |                                             |                                             |                                             |
| 7.                                          | Out of Control (version single)                                             | Three EP                                    | 3:53                                        |                                             |                                             |                                             |                                             |                                             |                                             |
| 8.                                          | Boy-Girl (version single)                                                   | Three EP                                    | 3:23                                        |                                             |                                             |                                             |                                             |                                             |                                             |
| 9.                                          | Stories for Boys (version single)                                           | Three EP                                    | 2:42                                        |                                             |                                             |                                             |                                             |                                             |                                             |
| 10.                                         | Another Day (version single)                                                | single de Another Day                       | 3:28                                        |                                             |                                             |                                             |                                             |                                             |                                             |
| 11.                                         | Twilight (demo) (version single)                                            | single de Another Day                       | 4:35                                        |                                             |                                             |                                             |                                             |                                             |                                             |
| 12.                                         | Boy-Girl (concert au Marquee Club (Londres), 22 septembre 1980)             | single de I Will Follow                     | 3:26                                        |                                             |                                             |                                             |                                             |                                             |                                             |
| 13.                                         | 11 O'Clock Tick Tock (concert au Marquee Club (Londres), 22 septembre 1980) | inédit                                      | 4:59                                        |                                             |                                             |                                             |                                             |                                             |                                             |
| 14.                                         | Cartoon World (concert au National Stadium (Dublin), 26 février 1980)       | inédit                                      | 4:20                                        |                                             |                                             |                                             |                                             |                                             |                                             |
| 52:26                                       |                                                                             |                                             |                                             |                                             |                                             |                                             |                                             |                                             |                                             |

Le 27 novembre 2020, à l'occasion du Black Friday, U2 propose une réédition de Boy, qui fête ses 40 ans. Cette édition limitée (10000 exemplaires) comprend un vinyle blanc avec les 11 chansons, un poster double face et un insert regroupant paroles et crédits.

## Crédits

### U2
- Bono – Chant
- The Edge – guitare, choriste
- Adam Clayton – basse
- Larry Mullen, Jr. – batterie

### Production
- Steve Lillywhite – production
- Paul Thomas – ingénieur du son
- Kevin Maloney – ingénieur du son assistant
- John Dent – mastering